# El Centenario, Sonora
El Centenario är en ort i Mexiko.   Den ligger i kommunen Etchojoa och delstaten Sonora, i den västra delen av landet, 1 400 km nordväst om huvudstaden Mexico City. El Centenario ligger 29 meter över havet och antalet invånare är 447.
Terrängen runt El Centenario är mycket platt. Runt El Centenario är det ganska glesbefolkat, med 34 invånare per kvadratkilometer. Närmaste större samhälle är Navojoa, 11,4 km öster om El Centenario. Trakten runt El Centenario består till största delen av jordbruksmark.